# Gonyleptes espiritosantensis
Gonyleptes espiritosantensis is een hooiwagen uit de familie Gonyleptidae.